# Liste des salles de théâtre de Bordeaux
Plusieurs salles de théâtre sont présentes à Bordeaux (commune française située dans le département de la Gironde, en région Nouvelle-Aquitaine), les plus connus étant le Théâtre National Bordeaux Aquitaine (TnBA) et le Théâtre Femina. Le théâtre de l'Alcazar et le théâtre Alhambra étaient connus mais ont fermé.

## Historique des théâtres bordelais
Les premiers théâtres fixes, abritant des salles dites "à l'Italienne", apparaissent dans la plupart des villes au milieu du XVIIIe siècle, souvent à l'initiative de l'intendant de la province.
À Bordeaux les jurats avaient fait construire en 1738 une salle en pierre dans les jardins de l'ancien l'hôtel de ville, alors situé à proximité de la Grosse-Cloche, sur les plans de l'architecte de la ville, Montégut, théâtre d'une capacité de 1 500 places qui fut détruit par un incendie dans la nuit du 28 au 29 décembre 1755.
Dans l'attente de la reconstruction nécessaire bien qu'hypothétique de l'hôtel de ville qui devait intégrer une nouvelle salle de spectacle, un théâtre fut aménagé en 1760 à l'entrée de la rue de la Corderie (actuelle rue Condillac) proche de la place Dauphine (actuelle Place Gambetta).
Donnés par la troupe permanente créée en 1761 par le maréchal de Richelieu, duc de Fronsac et gouverneur de la Guyenne, ou par les troupes de passage, comédie, tragédie et opéra voisinent alors avec le couvent des Récollets.
Le célèbre comédien Le Kain qui vint jouer à plusieurs reprises dans la salle de la Corderie y rencontra un franc succès mais sera accueilli, lors de sa dernière représentation, par des bourdonnements affectés au point d'être plusieurs minutes sans pouvoir commencer.

## Liste de théâtres
(Remarque : Théâtre à l'italienne, le Grand Théâtre est devenu une salle d'opéra qui programme des opéras, ballets et concerts de musique classique, mais pas de pièces de théâtre. Place de la Comédie)
| Nom .................................            | Commentaires | Nombre de places | Adresse ..............................                           |
| Théâtre Femina                                   | Salle de spectacle fondée en 1921. Le directeur du Casino d'Arcachon en fait une salle de spectacles et de music-hall, tout comme le Théâtre Alhambra. Transformé en salle de cinéma en juin 1930 par Pathé-Natan, ce lieu reste ainsi pendant près de 50 ans, puis redevient en 1977 grâce à un accord avec la Mairie de Bordeaux, une salle de spectacle où se joue du théâtre, de l'opérette, de la comédie, de la danse, de la musique classique ou de la variété. L'accord avec la Mairie se termine en 1997 et l'exploitant Jean-Pierre Gil reprend la programmation du Théâtre en ouvrant sa salle aux programmateurs culturels privés. L'Opéra de Bordeaux gardera la partie Opérette et Jeunes Publics jusqu'à juin 2004. Le 1er octobre 2004, les sociétés Alhambra Production & Euterpe Promotion, gérées par Michel Goudard, concluent un accord avec l'exploitant du Théâtre et en prend la gestion. La programmation prend alors un tournant à la fois populaire, grand public, tout en gardant une proposition artistique « pointue ». Au plafond, on distingue une coupole peinte par Gustave Larée représentant l'apothéose de Pierrot, de la danse et de la musique moderne. Avec son mélange de style Louis XVI et les réminiscences de l'Art déco, le Femina reste encore l'un des derniers exemples de décors fastueux. | 1125             | 10 rue de Grassi.                                                |
| TnBA (Théâtre national de Bordeaux en Aquitaine) | Le Centre régional d'art dramatique de Bordeaux voit le jour au début des années 1950 avec Jean Lagénie, pionnier de la décentralisation théâtrale. Raymond Paquet en prend la suite et crée une troupe permanente, la CDA, compagnie dramatique d'Aquitaine. Dénommé théâtre du Port de la Lune, par Robert Abirached (directeur du Théâtre et des Spectacles au ministère de la Culture sous Jack Lang) et Jean-Louis Thamin, le théâtre est achevé en 1990 et est placé sous la gouvernance de ce dernier. La salle de 450 places est baptisée salle Jean-Vauthier, en hommage au dramaturge (1910-1992). En mars 2003, une deuxième salle est ouverte, la salle Antoine-Vitez (750 places). Le théâtre est renommé théâtre national de Bordeaux en Aquitaine, et Dominique Pitoiset en prend la direction pendant dix ans, jusqu'à la nomination de Catherine Marnas en janvier 2014 à la tête du TnBA. La metteuse en scène, chorégraphe et performeuse Fanny de Chaillé succède à Catherine Marnas le 01 janvier 2024. En plus des deux salles, le TnBA dispose d'un studio de création de 120 places. | 750 / 450 / 120  | Place Renaudel.                                                  |
| Théâtre "Le Trianon"                             | Érigé en 1913. Baptisé à sa création : «Le petit théâtre des grands succès». Façade classée aux monuments historiques en 1984. Il avait fermé en 1955. En 1981, le Centre Jean Vigo s'y était installé. Cinéma de type art et essai, il proposait une programmation éclectique et organisait des soirées thématiques. À la suite de graves difficultés financières, le Cinéma Jean Vigo ferme définitivement ses portes le 30 décembre 2008. En 2009, Frédéric Bouchet, directeur du Théâtre des Salinières, reprend le lieu en main qu'il quitte en 2011. Puis en 2012 Xavier Viton, Directeur du Théâtre Molière et créateur du Café théâtre des beaux arts et du Théâtre Victoire, devient le nouveau Directeur Gérant du Trianon et y produit depuis de magnifiques saisons riches de spectacles de boulevard ainsi que des humoristes de renom viennent s'y produire. Avec son cadre de scène orné de bas-reliefs Art Nouveau et ses fauteuils de bois et velours rouge, il est l’écrin raffiné parfaitement adapté au répertoire des vaudevilles et pièces de boulevard. | 250              | 6 rue Franklin.                                                  |
| Théâtre Molière                                  | Créé par le célèbre comédien bordelais Félix de Rochebrune, en 1957, le Théâtre Molière fut tour à tour un cinéma X puis la scène conventionnée de l’Office Artistique de la Région Aquitaine (OARA) avant de redevenir un théâtre. Il est situé non loin de la place Pey-Berland. Il devient en 2019 la propriété de Xavier Viton et Nicolas Delas, qui depuis ont renoué avec un Théâtre populaire et accessible pour tous. En 2021, ils y créent un restaurant du théâtre le "MO" ; au rez-de-chaussée du théâtre, sous la houlette du chef Thierry Wilcox. | 170              | 33 rue du Temple.                                                |
| Théâtre des Salinières                           | Avec Atlantic Productions SARL, sa société de production de spectacles créée en 1996, Frédéric Bouchet, ancien animateur et chroniqueur de Wit FM et France Bleu Gironde, créateur du personnage de Jouvence (poissonnière du célèbre marché bordelais des Capucins), crée le Théâtre des Salinières en décembre 1998 (dans un ancien magasin de carrelages situé au cœur du vieux Bordeaux). Ce théâtre offre une variété de spectacles allant des comédies modernes ou de boulevard, jusqu’au thriller. Depuis 2009, le Théâtre des Salinières a rejoint les rangs de l’Association pour le Soutien du Théâtre Privé (ASTP). Il est le deuxième théâtre en région (après le Théâtre Tête d'Or à Lyon) à faire partie de cette association professionnelle. | 280              | 4 rue Buhan.                                                     |
| Théâtre Victoire                                 | Situé près de la place de la Victoire, ce lieu magique de la comédie a été créé par le tandem Xavier Viton et Nicolas Delas en 2010. Il offre un long couloir en pierre bâti au sein d'un ancien couvent qui ouvre sur une salle en gradin souvent rempli de spectateurs hilares devant des comédies parmi les plus fameuses. Il est depuis janvier 2022 sous la direction d'Amandine Pommier qui en est la nouvelle directrice et propriétaire. | 154              | 18 rue des Augustins.                                            |
| La Nouvelle Comédie Gallien                      | Ce café-théâtre avant-gardiste (qui tire son nom du Palais Gallien situé à proximité) programme des spectacles humoristiques en tout genre. Racheté par Michel Goudard, le directeur du théâtre Fémina, La Comédie Gallien est renommée La Nouvelle Comédie Gallien. | 136              | 20 rue Rolland.                                                  |
| Théâtre du Casino                                | Ouvert en avril 2002, des spectacles et concerts y sont régulièrement organisés. | 700              | Rue Cardinal Richaud. Bordeaux-Lac.                              |
| Théâtre des Beaux-Arts                           | Situé près de l'école des Beaux-Arts, il fut créé en 2005 par Xavier Viton et Nicolas Delas sous le nom de Café-théâtre des Beaux-arts. Ces deux créateurs et artistes ont fait en sorte que le lieu puisse offrir une ancienne tradition où les spectateurs peuvent prendre une assiette ou un verre assis à une table, devant des spectacles plus iconoclastes les uns que les autres. Depuis 2018, il est sous la direction et propriété de Loïc Rojouan qui a bâti sa programmation sur un choix plus pointu de spectacles. | 90               | 2 rue des Beaux-Arts.                                            |
| Théâtre des Chartons                             | Ce café-théâtre avec bar programme des comédies contemporaines. |                  | 170 cours du Médoc. Dans l'ex Galerie Tatry, près du Grand Parc. |
| La Drôle de Scène                                | Le café-théâtre associatif « drôle de scène » est né en octobre 2014. Tous les jeudis soirs, la drôle de scène accueille le Gavé Style : le comedy club bordelais : 8 humoristes se succèdent sur scène afin de jouer leurs sketches. |                  | 39 rue Paul Verlaine.                                            |
| L'Improvidence                                   | Café-théâtre 100 % dédié à l'Impro. L'établissement bordelais, "petit frère" de L'Improvidence à Lyon, a vu le jour en février 2018. |                  | 19 rue des Augustins.                                            |
| Le Cerisier                                      | Lieu intermédiaire de pratiques artistiques créé par la compagnie Apsaras Théâtre, situé dans le quartier Bacalan. |                  | 7-11 rue Joseph.                                                 |
| Glob Théâtre                                     | Scène conventionnée d'intérêt national Art et Création. Porté et initié par un collectif d'artistes qui s'est formé au début des années 1980, le Glob Théâtre a trouvé sa place dès 1995 dans une ancienne scierie de Bordeaux nord. En 1998, avec l'aide des partenaires publics, il transforme cette fabrique en un lieu à vocation artistique et culturelle et affirme ainsi un soutien à la création et à la découverte des nouvelles écritures chorégraphiques et théâtrales. |                  | 69 rue Joséphine.                                                |
| Théâtre L'Inox                                   | Pendant de nombreuses années ce théâtre intimiste a été tenu par la compagnie théâtrale L'Onyx, qui y proposait ses spectacles. Il a ensuite été repris quelque temps par un collectif d'associations. Il est désormais géré directement par la ville de Bordeaux qui le met à disposition d'artistes et d'associations amateurs et professionnels. | 75               | 11 rue Fernand Philippart.                                       |
| La Lucarne                                       | Fondé en 1948 par Jean-Pierre Terracol, ce "théâtre de poche", situé dans le quartier Saint-Michel, accueille de nombreuses représentations par la compagnie théâtrale L'Oeil mais également d'autres compagnies invitées. | 70               | 49 rue Carpenteyre.                                              |
| Théâtre du Pont Tournant                         | Créé en 1998 par Stéphane Alvarez et Carole Pierret, le théâtre du Pont Tournant est un lieu d'aide à la création et à la diffusion du spectacle vivant dans la région. En plein cœur du quartier Bacalan près du bassin à Flots, le Théâtre du Pont-Tournant propose une programmation variée : concerts, théâtre, soirées de soutien, spectacles pour enfants, expositions, contes et ciné concerts. |                  | 13 rue Charlevoix-de-Villers.                                    |
| Théâtre La Pergola                               | Situé dans un bâtiment Art déco datant de 1925, Le théâtre La Pergola accueille en résidence la Compagnie Présence depuis 1996. Son cahier des charges : transmettre et faire découvrir la richesse et la modernité des grands auteurs. | 336              | Rue Fernand-Cazères.                                             |
| Théâtre La Rousselle                             | Situé au cœur de Bordeaux, le théâtre de la Rousselle est un lieu de résidence artistique et une scène ouverte aux spectacles vivants. | Une quarantaine. | 77 rue de la Rousselle.                                          |
| Les Trois Coups                                  | Les Trois Coups propose une programmation d'évènements variés : pièces de théâtre, piano bar, DJ sets, concerts acoustiques, show rooms, projections, ainsi que des spectacles jeune public pendant les vacances. |                  |                                                                  |
| Le Petit théâtre                                 | Éric Sanson, comédien bordelais, est à l'origine de la création de ce théâtre en 2003. La programmation s'adresse en partie au jeune public. | 30               | 8/10 Rue du Faubourg-des-Arts.                                   |
| Le Poquelin Théâtre                              | Le Poquelin Théâtre (alias Le Poq') est le plus petit théâtre bordelais et le seul implanté Bordeaux rive droite. Ce lieu de représentations théâtrales accueille des spectacles de sa propre compagnie et de compagnies invitées. |                  | Les Bains-douches. 9 rue Etobon-Chenebier.                       |
| Espace théâtral 4Cats                            | Petite salle à côté de la place Picard qui programme tous les spectacles de la compagnie 4Cats et où on fait aussi des cours et stages de théâtre. |                  | 12 rue Paul-Berthelot.                                           |
| Le Lieu sans nom                                 | Le Lieu Sans Nom est un lieu de transmission, de création et d'échange. Cinq espaces s'y croisent : un espace scénique d'une jauge de 50 places, deux studios de danse de 100 m2 chacun, un open space avec des bureaux en co-working, un studio de musique. | 50               | 12 rue de Lescure.                                               |
| Théâtre Com'Eddy                                 | Cours et pièces de théâtre en anglais. |                  | 2 bis rue de la Benauge.                                         |
| Théâtre Marguerite Duras (TMD)                   | Itinérant : sur Bordeaux (Quartier des Chartrons) en mars et avril. |                  | Galerie Artéfact. 7 rue Paul-Berthelot.                          |
| La Boîte à Jouer                                 | Le théâtre la Boite à Jouer est très rapidement devenu, après son ouvert 1989, un lieu de diffusion et de création par lequel sont passées une grande partie des compagnies professionnelles venues de toute la Gironde. Ancien chai le lieu intimiste et chaleureux est progressivement devenu une scène atypique au cœur du quartier des Chartrons. Le théâtre accompagne l'émergence de compagnies ainsi que de jeunes auteurs professionnels ou amateurs. Le 31 mars 2021, l’association La Boîte à Jouer ferme définitivement. |                  | 50 rue Lombard.                                                  |

## Anciens théâtres
- Théâtre-Molière, aussi appelé Théâtre de la République pendant la Révolution :créé en 1792[13] dans la chapelle de l'hôpital-prieuré Saint-Jacques, qui date de la seconde moitié du quinzième siècle[14], à l'actuel numéro 10 de la rue du Mirail. Le théâtre subsiste jusqu'en 1860 avant que le lieu devienne un magasin de meubles[13] puis un parking[15].

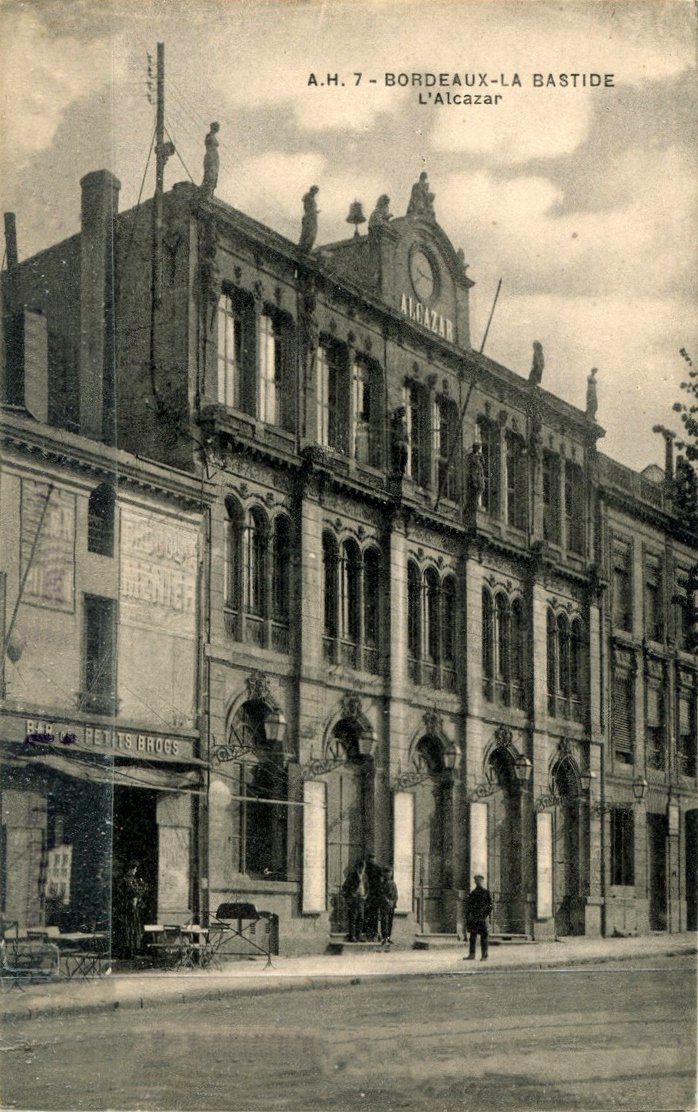
Le théâtre L'Alcazar, sur la rive droite, dans le quartier de La Bastide, vers 1905.

- Théâtre L'Alcazar : Le théâtre L'Alcazar, sur la rive droite, dans le quartier de La Bastide, vers 1905. Le pont de pierre est construit entre 1810 et 1822 et la place du Pont en 1816 (qui devient la Place de Stalingrad en 1946). Pour aménager la place, un théâtre populaire, « L'Alcazar », est construit. La façade est décorée par les bustes de Pierrot et Colombine, allégorie de la danse et de la musique. En 1892 il est transformé en Music-hall. Le comique troupier Éloi Ouvrard y triomphe. En 1967, l'Alcazar prend le nom d'« Eden » et devient une salle de cinéma, puis, sous le nom de « Rétro » il devient un dancing. Enfin, le lieu devient un grand magasin avant son aménagement en 2010 en plusieurs appartements et restaurants[16].

- Théâtre Alhambra de Bordeaux, il a définitivement fermé en 1982. À partir de 1990, il a été presque entièrement démoli, seule la façade du théâtre ayant été inscrite au titre des Monuments Historiques en 1984[17].

- Théâtre Le Français : le Théâtre Français – qui remplace l’ancien Théâtre des Variétés – est l’œuvre de l’architecte Jean-Baptiste Dufart, un collaborateur de Victor Louis. Il abrite une salle de 1600 places. Il s'agit actuellement d'un cinéma multiplexe CGR[18].
- Apollo-Théatre : situé 7 rue Castelnau d'Auros était un théatre à l'italienne qui a remplacé en 1907 un cirque. Il fut transformé en cinéma Rio en 1932 devenu cinéma Ariel puis UGC Cité-Ciné Gambetta[19].